# Clistopyga emphera
Clistopyga emphera är en stekelart som beskrevs av Kusigemati 1985. Clistopyga emphera ingår i släktet Clistopyga och familjen brokparasitsteklar. Inga underarter finns listade i Catalogue of Life.